# Interrupce v Estonsku
Interrupce v Estonsku byly legalizovány 23. listopadu 1955, kdy bylo Estonsko součástí Sovětského svazu. Estonsko po obnovení nezávislosti doladilo své právní předpisy. 
Estonsko umožňuje potrat na vyžádání za jakýmkoli účelem, před koncem 11. týdne těhotenství. Pozdější potraty jsou povoleny až do 21. týdne (včetně), pokud je žena mladší 15 let nebo starší 45 let, pokud těhotenství ohrožuje zdraví ženy, pokud dítě může mít vážnou tělesnou nebo duševní vadu nebo nemoc ženy nebo jiný zdravotní problém brání vývoji dítěte.
Od žen, které chtějí potratit z osobních důvodů, které nejsou uvedeny v potratové legislativě, se očekává, že zaplatí poplatek podle ceníku poskytovatele potratů. Potraty prováděné ze zdravotních důvodů hradí pojištěncům estonský fond zdravotního pojištění.
38,7 % těhotenství skončilo v Estonsku v roce 2006 potratem, což představuje pokles ze 49,4 % v roce 2000.
V roce 2010 proběhlo v Estonsku 9087 potratů, což znamenalo 57,4 potratů na každých sto živě narozených. V roce 2010 činila míra potratů 25,5 potratu na 1000 žen ve věku 15–44 let.
Mifepriston byl zaregistrován v roce 2003.